# 8533 Oohira
8533 Oohira este un asteroid din centura principală de asteroizi.

## Descriere
8533 Oohira este un asteroid din centura principală de asteroizi. A fost descoperit pe 20 ianuarie 1993 la Oohira de Takeshi Urata. El prezintă o orbită caracterizată de o semiaxă mare de 2,76 ua, o excentricitate de 0,09 și o înclinație de 8,5° în raport cu ecliptica.